# Холмы (Чаусский район)
Холмы́ (бел. Хаўмы́) — деревня в составе Горбовичского сельсовета Чаусского района Могилёвской области Республики Беларусь.

## Население
- 2010 год — 32 человека